# Cuckoo Clock
«Cuckoo Clock» es una canción escrita por Brian Wilson y Gary Usher para la banda de rock estadounidense The Beach Boys. Fue lanzado en su álbum debut de Surfin' Safari de 1962. La canción fue escrita sobre el pájaro myna de Murry Wilson padre de Brian.

## Composición
"Cuckoo Clock" relata la historia de una pareja de adolescentes que está tratando de pasar tiempo juntos. Cuando las cosas se ponen románticas, sin embargo, son interrumpidas por un reloj de cuco. En el último verso, el adolescente desmantela el reloj para que no vuelvan a molestarlo. La canción está en una estructura básica de verso-coro-puente. El solo de órgano en el puente señala el camino hacia futuras canciones de Beach Boys.

## Grabación
"Cuckoo Clock" se grabó el 6 de septiembre de 1962, en la última sesión de Surfin' Safari. Mientras Nik Venet es acreditado oficialmente como productor, algunos de los participantes afirman que Brian Wilson hizo el trabajo de producción.

### Créditos
- Mike Love – voz
- David Marks – guitarra
- Brian Wilson – bajo eléctrico, órgano, voz principal
- Carl Wilson – guitarra, voz
- Dennis Wilson – batería, voz